# Alexander Knoblauch

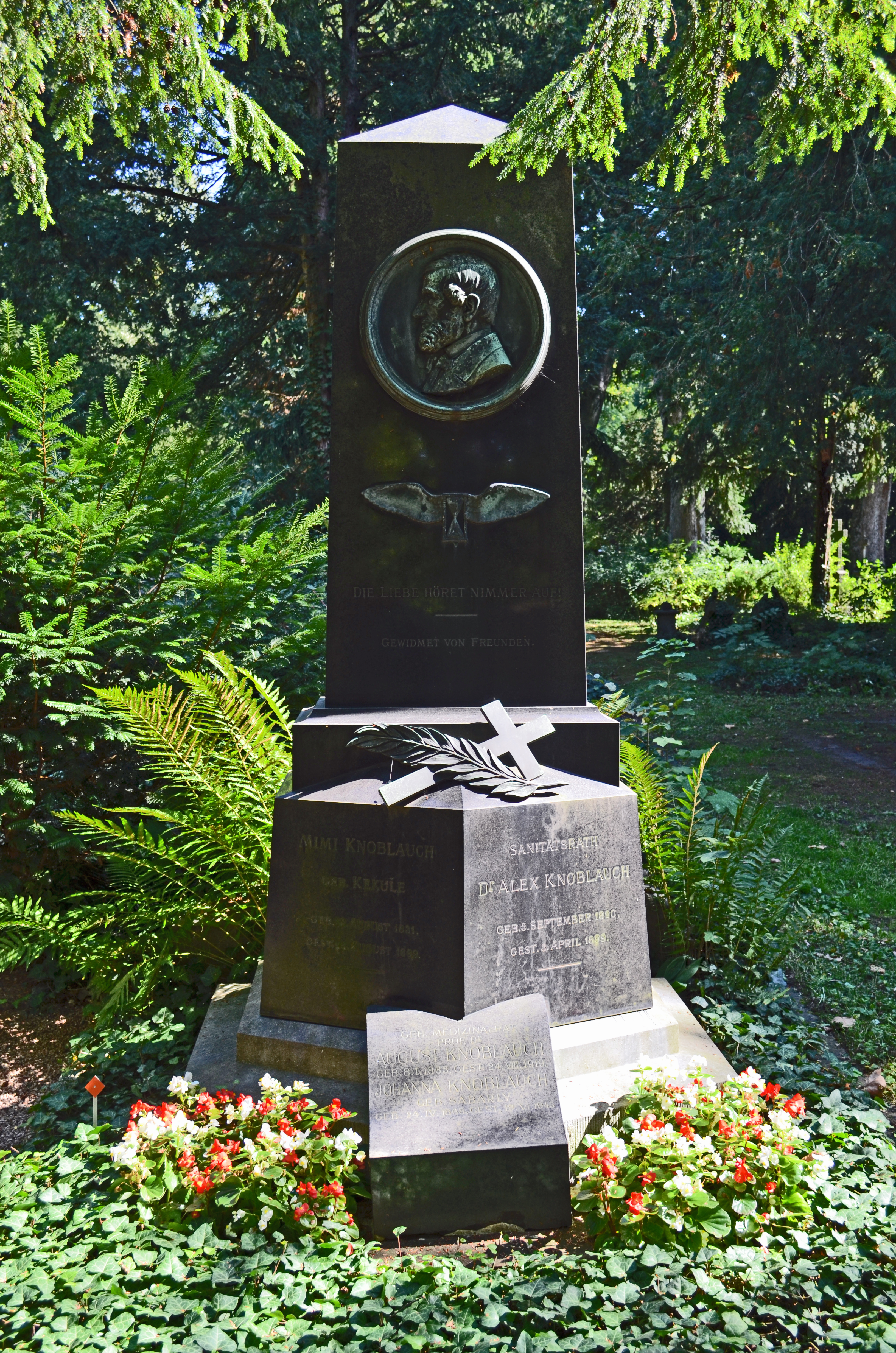
Familiengrabstätte Knoblauch, Hauptfriedhof, A 94 a, Frankfurt am Main

Johann Georg Alexander Knoblauch (* 3. September 1820 in Frankfurt am Main; † 3. April 1899 ebenda) war ein deutscher Mediziner, Freimaurer, Königlich Preußischer Sanitätsrat und Chefarzt des Städtischen Krankenhauses in Frankfurt am Main. 

## Leben
Alexander Knoblauch war ein Sohn des Mitbegründers der ersten Gasbereitungsgesellschaft in Frankfurt am Main Johann Christian Carl Knoblauch (1789–1878) und dessen Ehefrau Elisabetha Louise (1792–1854), geborene Fresenius. Er studierte an der Ruprecht-Karls-Universität Heidelberg und in Paris Medizin, promovierte 1842 in Heidelberg, erhielt 1843 die Approbation und ließ sich als Arzt in Frankfurt am Main nieder.
Er war 1851 zweiter und von 1852 bis 1854 erster Bibliothekar der Vereinigten Senckenbergischen Bibliothek und von 1852 bis 1876 medizinisches Mitglied des Pflegeamtes zum Heiligen Geist in Frankfurt.
Im Jahr 1854 erhielt er die Stelle des verstorbenen Mediziners Georg Kloß am Rochusspital und als dieses 1884 im Städtischen Krankenhaus aufging wurde ihm die Leitung der medizinischen Abteilung übertragen. In der Zeit des Deutsch-Französischen Kriegs von 1870 bis 1871 behandelte er über 1200 an Pocken erkrankte Menschen und wurde aufgrund seiner gemachten Erfahrungen ein vehementer Befürworter von Impfungen. Alexander Knoblauch wurde 1885 zum Königlich Preußischen Sanitätsrat ernannt, feierte 1892 sein 50-jähriges Doktorjubiläum, wurde mit dem Roten Adlerorden IV. Klasse ausgezeichnet und im Jahr 1894 pensioniert.
Alexander Knoblauch wurde am 25. März 1846 als Freimaurer in die Loge „Zur Einigkeit“ in Frankfurt aufgenommen, bekleidete die Stellungen des Verkehrsschriftführers, des 1. Aufsehers und des zugeordneten Meisters, war von 1880 bis 1885 Meister vom Stuhl und übernahm von 1884 bis 1892 das Amt des Großmeisters des Eklektischen Bundes. In seinem Amt als Eklektischer Großmeister versammelte er am 22. März 1888 in Berlin 800 Freimaurer aus allen deutschen Gauen und allen Verbänden zu einer Trauerfeier für den verstorbenen Kaiser Wilhelm I. Er war Ehrenmitglied der Grossen National-Mutterloge „Zu den drei Weltkugeln“, der Großen Loge „Zur Sonne“ und 15 Johannislogen, also  Freimaurerlogen, die ihre Lehrinhalte in drei Graden (Lehrling, Geselle, Meister) im Sinne der Alten Pflichten von 1723 vermitteln.
Er war mit Mimi (Maria Wilhelmine) (1831–1899), geb. Kekulé, einer Tochter des hessischen Oberkriegsrats und liberalen Politikers Karl Kekulé und Schwester des Chemikers August Kekulé und des Kreisrats Emil Kekulé verheiratet. Der Neurologe August Knoblauch war ein Sohn des Ehepaars.
Alexander Knoblauch wurde auf dem Hauptfriedhof in Frankfurt am Main bestattet.

## Schriften (Auswahl)
- De neuromate et gangliis accessoriis veris adiecto cuius vis generis casu novo atque insigni. Dissertatio Inauguralis Medica, Francofurti ad Moenum 1843 (books.google.de)